# Árabe jordano
El árabe jordano es un continuo de variedades mutuamente inteligibles de árabe levantino, habladas por la población de Jordania. Las variedades árabes jordanas son lenguas semíticas, con influencias léxicas de inglés, turco y francés. Son hablados por más de 6 millones de personas, y entendidos a lo largo del Levante y, en varias extensiones, en otras regiones de habla árabe. Como en todos los países árabes, el uso de la lengua en Jordania se caracteriza por diglossia; El árabe estándar moderno es el idioma oficial usado en la mayoría de los documentos escritos y los medios, mientras que la conversación diaria se conduce en las variedades coloquiales locales.

## Subdialectos del árabe jordano
Aunque hay un dialecto jordano común entendido mutuamente por la mayoría de los jordanos, la lengua diaria hablada a través del país varía perceptiblemente a través de las regiones y del origen socioeconómico. Estas variantes afectan en conjunto la pronunciación, la gramática y el vocabulario.
Árabe jordano cae en tres variedades
- Jordano urbano - perteneciente a la variedad urbana de la lengua árabe levantino.
- Jordano rural- perteneciente a las variedades rurales del sur de la lengua árabe levantino.[1]
- Jordano beduíno - perteneciente a la árabe bedawi.